# Colle pistache

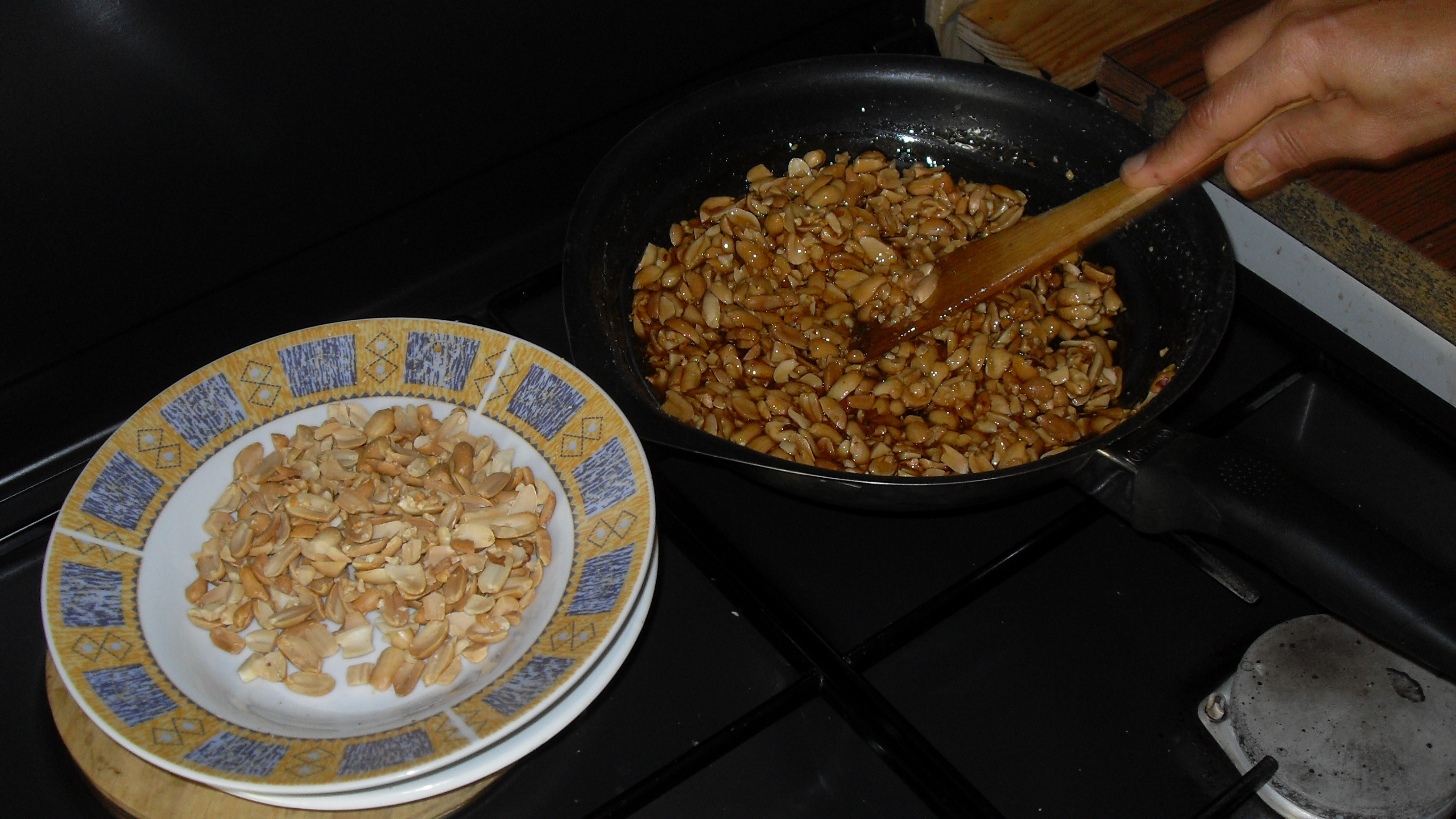
Préparation de la colle pistache

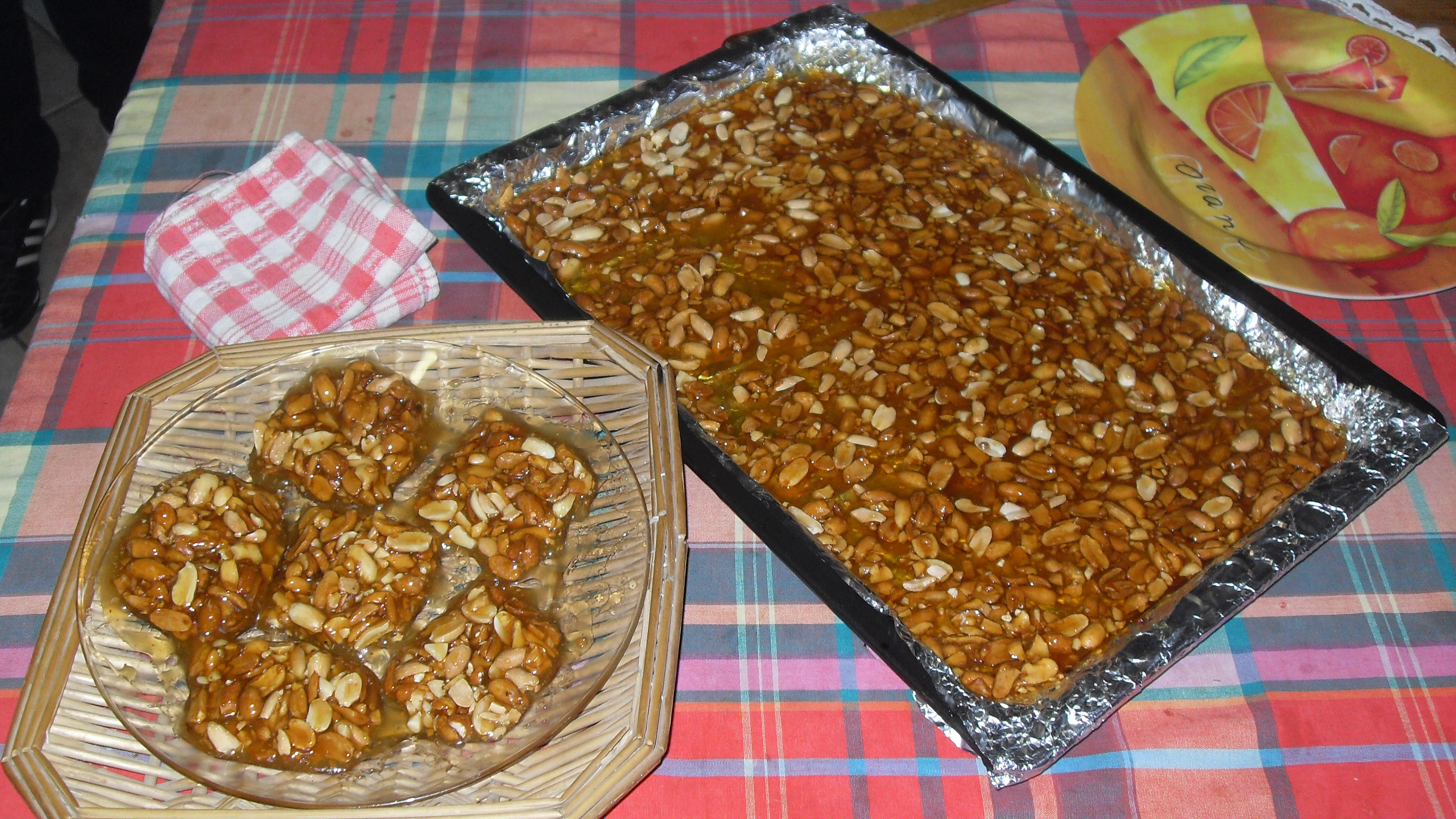
La colle pistache, friandise créole

La colle pistache, est une friandise croquante très courante à l'île de La Réunion, dont la recette souvent transmise en famille, ou produite artisanalement, se prépare à partir d'arachides ou cacahuètes grillées dites pistaches dans une partie de l'océan Indien.
La recette est très similaire à celle de la nougatine : on prépare un caramel dans lequel on verse les cacahuètes pour les enrober, puis on l'étale sur des plaques et la préparation se solidifie en refroidissant. La différence avec la nougatine est que cette dernière se prépare en général à base d'amandes effilées ou concassées à la place des cacahuètes.
Une fois les "pistaches" décortiquées et leurs petites pellicules rouges enlevées, parfois traditionnellement dans des vans en osier, les cacahuètes sont enrobées d'un caramel épais atteignant une densité requise de degré Baumé, préparé à base d'une proportion de sucre et éventuellement d'eau. Le tout est ensuite étalé avec soin sur des plaques huilées et mis à refroidir pour durcir, pour être finalement présenté, soit sous forme de brisures, soit découpé sous forme de larges nougats, que l'on peut trouver facilement à acheter localement en boutiques, en boulangeries ou sur les marchés.